# ويسلي موراييس
ويسلي موراييس (بالبرتغالية: Wesley‏) (26 نوفمبر 1996 بجويز دي فورا في البرازيل - ) هو لاعب كرة قدم برازيلي في مركز الهجوم لعب مع نادى نادى أستون فيلا ثم انتقل على سبيل الإعارة إلى نادي كلوب بروج.

## روابط خارجية
- ويسلي موراييس على موقع قاعدة بيانات كرة القدم.إي يو (الإنجليزية)
- ويسلي موراييس على موقع ليكيب (الفرنسية)
- ويسلي موراييس على موقع Soccerbase.com (لاعب) (الإنجليزية)
- ويسلي موراييس على موقع Soccerway.com (الإنجليزية)
- ويسلي موراييس على موقع عالم كرة القدم.نت (الإنجليزية)
- ويسلي موراييس على موقع AS.com (الإسبانية)